# Mouilleron-Saint-Germain
Mouilleron-Saint-Germain – gmina we Francji, w regionie Kraj Loary, w departamencie Wandea. W 2013 roku liczba ludności wynosiła 1816 mieszkańców.
Gmina została utworzona 1 stycznia 2016 roku z połączenia dwóch ówczesnych gmin: Mouilleron-en-Pareds oraz Saint-Germain-l’Aiguiller. Siedzibą gminy została miejscowość Mouilleron-en-Pareds.